# 圣伯多禄宗徒堂 (阿马尔菲)
圣伯多禄宗徒堂（Chiesa di San Pietro Apostolo）是一座罗马天主教教堂，位于意大利坎帕尼亚大区市镇阿马尔菲Tovere区。
该堂历史可以追溯到13世纪。
该堂为阿拉伯-拜占庭风格，有一个钟楼。堂内祭台是《圣母子与伯多禄、安德肋和圣神》、钉十字架，还有圣伯多禄、圣亚纳和圣母无染原罪三尊雕像。